# Festival Internacional de Cine Euro-Árabe AMAL
El Festival Internacional de Cine Euro-Árabe AMAL es un certamen que se celebra desde el año 2003 en Santiago de Compostela y tiene entre sus objetivos el impulso del desarrollo de proyectos de coproducción entre Galicia, España y países del mundo árabe. 

## Objetivos
Organizado por la Fundación Araguaney - Puente de Culturas, el certamen tiene como objetivo ser un espacio de encuentro entre la cultura árabe y la española a través del cine y ofrecer un oportunidad de trasladar una imagen de la realidad del mundo árabe diferente a la que llega habitualmente a occidente a través de los medios de comunicación.
Los materiales seleccionados para el festival anual destacan por su marcado carácter social con "películas con sentimiento a flor de piel pero virulentamente comprometidas" explica Ghaleb Jaber Martínez, presidente de la fundación y director del festival señalando que algunos de los temas recurrentes en las cintas son el conflicto palestino-israelí, casi omnipresente, o la búsqueda de la identidad, ya sea personal o como pueblo. También las mujeres, y su papel dentro del mundo árabe.

## El festival
AMAL nace en el 2003 como muestra audiovisual de obras realizadas en países árabes o coproducciones euro árabes, para crear un camino por el que pueda transitar la cultura en su forma de expresión más fascinante: el cine.
El galardón del certamen, LA FLOR DE AMAL, se entrega en ocho categorías:
- Mejor largometraje de ficción: 5.000€
- Mejor documental: 3.500€
- Mejor cortometraje de ficción: 1.200€
- Mejor cortometraje documental: 1.200€
- Mejor director: 4.000€
- Premio mejor actriz: Trofeo
- Premio mejor actor: Trofeo
- Premio AMAL del público: 1.500€

## AMAL 2003
En octubre de 2003 nace AMAL como una muestra audiovisual árabe presentando cuatro largometrajes, dos cortos y un largo documental. Entre los temas tratados:  el conflicto palestino–israelí, la situación de la mujer, los niños de la calle, la inmigración marroquí y la tolerancia entre las culturas. 

## AMAL 2004
En su segunda edición AMAL la muestra seleccionó para su exhibición en Santiago de Compostela 18 obras no estrenadas en España. La guinda la puso el documental palestino/suizo Al–Sabbar (Cactus) con su estreno simultáneo en Nazaret y Santiago de Compostela, estableciendo la unión entre las dos ciudades santas en pleno año Xacobeo.
La realidad del pueblo palestino, la sociedad argelina, los tuaregs, entre otros, fueron los temas tratados. Abundante cine de ficción, siempre marcado por la realidad socioeconómica y cultural de estos países. 

## AMAL 2005
En 2005, AMAL se convirtió en el primer Festival Internacional de Cine Árabe que se celebra en España con la participación de cerca de tres mil personas. 

## AMAL 2006
Los premiados con LA FLOR DE AMAL en la edición 2006 fueron:
- Premio al Mejor Largometraje de Ficción: Las hijas de Mohamed
- Premio al Mejor Actor – Abdelhamid Krim: Las hijas de Mohamed
- Premio al Mejor Documental: Palestine Blues
- Premio al Mejor Director: Mohamed Bakri – Desde que te fuiste
- Premio a la Mejor Actriz: Ana Cuerdo – La habitación de Elías
- Premio al Mejor Guion: La habitación de Elías
- Premio al Mejor Cortometraje: Hiyab
- Premio Amal del Público: César y Zaín

## AMAL 2007
El Comité de Selección contó con un grupo de jóvenes de distintas nacionalidades relacionados con el mundo audiovisual que colaboraron en la selección de películas para la muestra. Por otro lado el Festival inauguró una nueva sección, "Desde Oriente con amor/From the Middle East with love",  en la que jóvenes creadores mostraron propuestas audiovisuales innovadoras.
‘Desde Oriente con amor’ es una muestra del nuevo modo de hacer cine en Oriente Medio. La selección de estos trabajos viene avalada por Khaled D. Ramadan, comisario de la muestra, así como videocreador, documentalista y escultor. La mirada de estos nuevos creadores trata de dar otra vuelta de tuerca a la forma de mostrar la realidad de sus países de origen. 

### Premiados AMAL 2007
- 1.ª Categoría: Mejor Cortometraje

Nominados: “Rise and shine”, “El viaje de Said”, “Going for a Ride?”.
Ganador: “Rise and shine”.
- 2.ª Categoría: Mejor Documental

Nominados: “Beyond The wall”, “Refugees for Life”, “Shooting under fire”.
Ganadora: “Beyond the wall”.
- 3.ª Categoría: Mejor Actriz

Nominadas: Hend Sabry por “Rise and shine” Hanan Turk por “Dunia”, Mariam Ciman por “ Baharaini Tale”.
Ganadora: Hend Sabry por “Rise and shine”
- 4.ª Categoría: Mejor Actor

Nominados: Bashar Da’as por “Driving to Zigzigland”, Fathi Abdel Wahab por “Dunia”, Martín Hubert por “Night Shadows”.
Ganador: Bashar Da’as por “Driving to Zigzigland”
- 5.ª Categoría: Premio Especial del Público

Ganador: “Columpios” de Basel Ramses.
- 6.ª Categoría: Premio Fundación Araguaney

Ganador: “Dunia” 
- 7.ª Categoría: Mellor Director

Nominados: Nasser Bakhti por “Night Shadows”, Jocelyne Saab por “Dunia”, Nicole Ballivian por “Driving to Zigzigland”.
Ganador: Nasser Bakhit por “Night Shadows”
- 8.ª Categoría: Premio a Mejor Película

Nominadas: “Driving to Zigzigland”, “Dunia”, “Night Shadows” .
Ganadora: “Driving to Zigzigland”

## AMAL 2009
El Festival Internacional de Cine Euro-Árabe Amal presentó 36 películas en competición desde la ficción y el documental, en formato de largo y cortometraje.  
Además de las películas a concurso, Amal presentó una programación de actividades paralelas que van desde el ciclo didáctico de cortometrajes árabes para niños y el programa monográfico sobre los años dorados del cine egipcio hasta otras propuestas de índole lúdica y cultural, como las ya tradicionales jornadas sobre gastronomía árabe, el reto Amal Express, la exposición Artistas Árabes Fondos Fundación Araguaney o la actuación del músico argelino Faiçal Salhi. 

## Ganadores y nominados de AMAL 2009
Mejor largometraje de ficción: 1.)	Un novio para Yasmina (directora: Irene Cardona, año: 2008, nacionalidad: España, 93min)
Nominado:
1.)	La sal de este mar
2.)	El cumpleaños de Laila
Mejor largometraje documental: 
ex aequo 
1.)	El pueblo de un solo hombre(director: Simon El Habre, año: 2008, nacionalidad: Líbano, 86min) 
1.)	Checkpoint Rock. Songs
	from Palestine (director: Fermín Muguruza/ Javier Corcuera, año: 2008/09, nacionalidad: España, 70min)
Nominado:
2.)	Inshallah Beijing!
Mejor cortometraje de ficción: 
1.)	La ruta del norte (director: Carlos Chahine, año:2008, nacionalidad: Francia, 25 min)
Nominado: 
1.)	Lesh Sabreen
2.)	Shwesh, Shwesh
Mejor cortometraje documental: 
1.)	Un extraño en mi casa (directora: Sahera Dirbas, año: 2007, nacionalidad: Territorios Palestinos, 37 min)
Nominado: 
1.)	Shawahed
2.)	La mujer policía
Mejor director:
1.)	Rashid Masharawi (El cumpleaños de Laila)
Nominado: 
1.)	Irene Cardona (Un novio para Yasmina) 
2.) Annemarie Jacir (La sal de este mar)
Premio mejor actriz:
1.)	Suheir Hammad (La sal de este mar)
Nominado: 
1.)	Sanaa Alaoui (Un novio para Yasmina) 
2.)	Yasmine Al Massri (Granadas y mirra) 
Best Actor Award: 
1.)	José Luis García Pérez (Un novio para Yasmina)
Nominado:
1.)	Mohamed Bakri (El cumpleaños de Laila) 
2.)	Ashraf Farah (Granadas y mirra)
Televisión de Galicia Prize:
1.)	Granadas y mirra (director: Najwa Najjar, año: 2008, nacionalidad: Territorios Palestinos, 95 min)
Audience Award: 
1.)	Al Nakba (director: Rawan Al Damen, año: 2008, nacionalidad: Catar, 200min)
Amal Express Award: 
1.)	La Báscula (directores: Daniel Iriarte, Francisco Martínez y Andrés Mourenza)